# Sylvia McNair
Sylvia McNair (* 23. Juni 1956 in Mansfield, Ohio, USA) ist eine amerikanische Opernsängerin (Sopran).

## Leben
Von ihrem 7. bis zu ihrem 23. Lebensjahr studierte Sylvia McNair Violine. 1978 erwarb sie am Wheaton College (Wheaton, Illinois) den Grad eines „Bachelor in Music“, 1982 an der Indiana University (Bloomington) den eines „Master in Music“. Ihre Karriere als Sängerin begann 1983 am Opernhaus von St. Louis, wo sie bis 1989 vor allem in Opern von Mozart und Gluck auftrat. 1984 debütierte sie in Schwetzingen, 1987 in Wien, 1988 in Lyon, Straßburg und Amsterdam, 1989 in London und Glyndebourne, 1990 in Salzburg und Paris, 1991 in New York, 1992 in San Francisco, 1995 in Chicago und Santa Fe. Inzwischen ist sie auf nahezu allen bedeutenden Bühnen der Welt aufgetreten. 1993 gewann sie den Grammy Award in der Kategorie Best Opera Recording sowie 1995 in der Kategorie Best Classical Vocal Performance. 1997 erhielt sie die Ehrendoktorwürde des Westminster College und 1998 die der Indiana University. 1999 wurde ihr der „Governor’s Award for Outstanding Achievement in Arts and Entertainment“ des US-Staates Ohio verliehen.
Sylvia McNair war von 1986 bis 2004 mit dem künstlerischen Direktor der Oper von Omaha, Hal France, verheiratet.

## Repertoire
Sylvia McNairs Opernrepertoire reicht vom Barock bis in die Gegenwart (u. a. Monteverdi, Händel, Gluck, Mozart, Beethoven, Rossini, Verdi, Sullivan, Strawinsky, Corigliano). Daneben singt sie geistliche Musik, Lieder sowie Jazzkompositionen. Ihr Können ist auf über 70 Schallplattenaufnahmen dokumentiert, u. a. mit den Dirigenten Claudio Abbado, John Eliot Gardiner, Bernard Haitink, Neville Marriner, Kurt Masur, Seiji Ozawa und Leonard Slatkin.